# Softenni
Softenni (そふてにっ Sofuteni?) es un manga japonés escrito e ilustrado por Ryo Azuchi. Comenzó la serialización en la revista Comic Mag Garden en el 2008, Softenni consta de ocho volúmenes. Una adaptación al anime comenzó a emitirse por Xebec el 7 de abril de 2011 en Tokyo MX.

## Argumento
La serie sigue a una estudiante de Shiratama Middle School, Asuna Harukaze, y a sus compañeras de equipo, que todas forman parte del club de soft tennis de la escuela. Su equipo tiene la intención de ganar el campeonato nacional de soft tennis pero también debe ocuparse de las prácticas, giros y vueltas de comedia, aventuras escolares.

## Personajes
Asuna Harukaze (春風 明日菜 Harukaze Asuna?)
Seiyū: Kanae Itō
La protagonista de la serie. Ella es muy entusiasta en el tenis. Tiene la mala costumbre de no comprender bien algunos comentarios hechos por los otros tomándolos como insinuaciones sexuales. Asuna tiene mala suerte con las líneas blancas de la cancha de tenis y continuamente se tropieza con ellas. Se unió al equipo para conseguir el cuerpo de la mujer perfecta.
Chitose Akiyama (秋山 千歳 Akiyama Chitose?)
Seiyū: Shizuka Itō
Es una chica con mucho busto con una inclinación por la glotonería y es la actual capitana del club. Ella ha tenido suficiente hambre para intentar comer una especie en peligro (es decir, la salamandra gigante japonesa). Incluso fantasea con cosas que pueden ser utilizados como alimento. A pesar de ser la capitana del equipo, Chitose es una mala jugadora de tenis. Esta debilidad la supera cuando ve a la pelota como algo comestible. Es muy inteligente y calculadora y de vez en cuando piensa con métodos poco ortodoxos de jugar el juego (jugar con una gran raqueta, por ejemplo). Sin embargo, ella es muy apasionada acerca de Soft Tenis (casi al punto de ser aterrador) y le encanta ver a sus compañeras de equipo cuando compiten.
Elizabeth Warren (エリザベス・ウォーレン Erizabesu Wōren?)
Seiyū: Sayuri Yahagi
Una estudiante inglesa transferida. Ella conoció a Mishimagi unos años antes de su traslado a la escuela de Asuna y se ha enamorado de él. No tiene un gran vocabulario japonés, así que a veces suele decir palabras en inglés. Elizabeth suele llevarse bien con Kurusu.
Kotone Sawanatsu (沢夏 琴音 Sawanatsu Kotone?)
Seiyū: Eri Kitamura
Una chica testaruda que parece ser la más ambiciosa del grupo. Ella sueña en grande cuando se trata sobre el tenis. Kotone se siente atraída por Mishimagi y tiende a competir con Elizabeth cuando se trata de sus afectos. Su mayor sueño es jugar al soft tennnis en Wimbledon, por desgracia, no sabe que tenis suave no existe en los torneos de Wimbledon.
Kurusu Fuyukawa (冬川 来栖 Fuyukawa Kurusu?)
Seiyū: Satomi Akesaka
Una chica sin emociones, que habla en voz monótona y tiene la costumbre de usar disfraces de animales. A pesar de su fetiche cosplay Kurusu es una de las mejores jugadoras en el equipo.
Yayoi Hiragishi/Uzuki Hiragishi (平岸 やよい/平岸 うづき Hiragishi Yayoi/Hiragishi Uzuki?)
Seiyū: Satomi Akesaka
La nueva miembro del equipo. Yayoi es una chica tímida con un sentido espiritual fuerte. Cuando juega, ella puede ser poseída por el espíritu de su hermana muerta Uzuki, una autoproclamada genio de soft tennis. La personalidad de Uzuki es todo lo contrario de la personalidad de Yayoi, es arrogante, la agresiva y tiene inclinaciones sádicas. Uzuki es una excelente jugadora de tenis, pero solo puede mantener el control de Yayoi por períodos cortos de tiempo.
You Mishimagi (三島木 洋 Mishimagi Yō?)
Seiyū: Shinobu Matsumoto
Apodado Missy/Misshi (ミッシー) por las chicas. Es el entrenador del equipo de soft tennis y un excampeón nacional. Aunque puede ser algo perezoso y un poco borracho (como se muestra cuando bebía mucho con el subdirector), se preocupa profundamente por cada una de las chicas, como cualquier maestro que desea verlas triunfar.
Leo Amachi (天地 玲緒 Amachi Reo?)
Seiyū: Miyuki Sawashiro
El gerente del Club de Akadama Middle School Soft Tennis. Leo tiene una obsesión de la prestación de servicios de masajes a los miembros del equipo a pesar de que sus masajes causan excitación sexual a las chicas. Parece estar enamorado de Asuna.
Sumino Kiba (木場 澄乃 Kiba Sumino?)
Seiyū: Marina Inoue
Misaki Shidou (獅童 岬 Shidō Misaki?)
Seiyū: Minako Kotobuki
Yura Hiratsuka (平塚 由良 Hiratsuka Yura?)
Seiyū: Aki Toyosaki
Shiki Nishioka (西岡 紫希 Nishioka Shiki?)
Seiyū: Ayahi Takagaki

## Medios

### Anime
Una serie animada de televisión, se anunció en diciembre de 2010 en la revista Comic Blade y fue confirmada para comenzar en la primavera siguiente, con 12 episodios. La primera emisión fue en Tokyo MX en 7 de abril de 2011. Fue producida por Xebec, el diseño de los personajes por Yuichi Oka, Yoshikazu Iwanami como director de sonido, y Ryoki Kamitsubo como director. Dos canciones se utilizan para los temas de opening y ending del anime, Rulebook o Wasurechae (るーるぶっくを忘れちゃえ?) por Ultra-Prism con Shiratama-chu Club de Tenis de Soft, y Tsumasakidachi (つまさきだち?) "Tsumasakidachi" (つまさきだち?) Por Kanae Itō, respectivamente.